# 伊娃·汤普森
伊娃·M·汤普森（英語：Ewa Majewska Thompson，1937年8月23日—）是一位波兰裔美国斯拉夫学家，萊斯大學教授。